# Sokkia C410
Sokkia C410 – optyczny niwelator automatyczny, stworzony przez japońską firmę Sokkia. Wyposażony jest w magnetyczny system tłumienia kompensatora, zawieszonego na 4 niciach i koło poziome o średnicy 98 mm z podziałem gradowym lub stopniowym. Odporny na uderzenia i wibracje. Dostosowany jest do płaskiej i okrągłej głowicy statywu. Niwelator waży 1 kg netto. Długość całkowita wynosi 190 mm, szerokość 115 mm, natomiast wysokość 122 mm.
Instrument zapewnia dokładność 2,5 mm na 1 km podwójnej niwelacji. Luneta niwelatora ma długość 190 mm. Powstaje w niej obraz prosty, 20-krotnie powiększony. Pole widzenia instrumentu to 1°30′. Średnica obiektywu ma wartość 30 mm. Długość minimalna celowej wynosi 0,9 m. Pozwala to na pomiar różnicy wysokości blisko stanowiska bez konieczności zmiany jego położenia. Wbudowany kompensator, gwarantujący dokładność rzędu 0,5″, automatycznie poziomuje niwelator i stabilizuje obraz. Zakres jego pracy sięga ± 15′. Ułatwia to pomiar na terenach o niestabilnym i drgającym podłożu.